# Acanthodelta busira
Acanthodelta busira är en fjärilsart som beskrevs av Embrik Strand 1918. Acanthodelta busira ingår i släktet Acanthodelta och familjen nattflyn. Inga underarter finns listade i Catalogue of Life.